# Far Cotton
Far Cotton är en stadsdel i Northampton, i civil parish Far Cotton and Delapre, i distriktet West Northamptonshire, i grevskapet Northamptonshire, i England. Far Cotton var en civil parish 1895–1932 när blev den en del av Northampton. Civil parish hade 7 268 invånare år 1931.